# Gentiana fremontii
Gentiana fremontii är en gentianaväxtart som beskrevs av John Torrey. Gentiana fremontii ingår i släktet gentianor, och familjen gentianaväxter. Inga underarter finns listade i Catalogue of Life.